# 福国寺

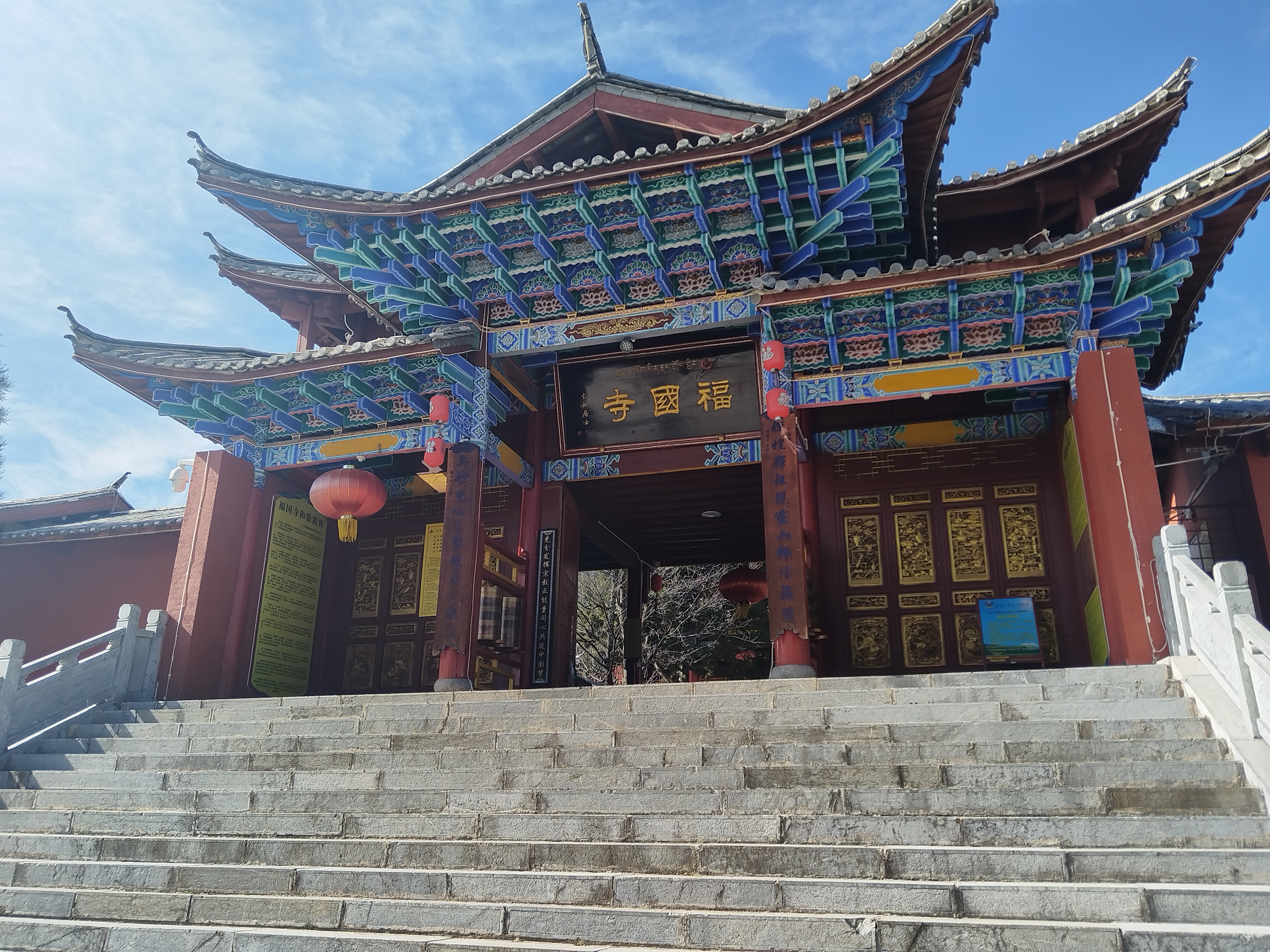
麗江福国寺

福国寺（ふくこくじ　Fuguosi)は中国雲南省の麗江に位置し、麗江古城から約10キロ北西に行ったところにある。建立は明王朝の万暦29年（1601年）でチベット仏教カギュ派のお寺である。初めはナシ族の木氏の寺院であり、当時は解脱林という名であったが、明王朝の熹宗時代に現在の福国寺という名になった。
福国寺は麗江五大寺院（文峰寺、指雲寺、普済寺、玉峰寺）の一つである。清王朝の康熙18年(1679年）に中国系仏教寺からチベット仏教へと変わった。カルマパ10世はこの福国寺の住職を30年にわたりつとめ、カギュ派の重要な道場になっている。寺院にはおおくのカルマパの筆跡や文物が残されている。
清王朝の同治甲子年（1679年）には戦火により一部焼失したが、光緒8年（1882年）に再建された。僧侶の宿坊は18院あり、その中で五鳳楼（法雲閣）は建物が精巧にできており、国内外で有名であった。だだし現在は市内にある黒龍潭公園に移されている。
福国寺には以前に三朵神が祀られていた。現在は五鳳楼の中で祀られているものの、一般公開はされていない。三朵神とは現地のナシ族が祀る神であり、守護神である。伝説では白馬に乗り、白い甲冑をまとい、白い槍をあつかって、ナシ族の安全を守っている。ナシ族はこの三朵神を唐の時代から祀っており、玉龍雪山の化身とされている。このため、毎年ナシ族の縁日には多くのナシ族の信者が集まり、線香をあげている。またナシ族以外の民族やチベット族も集まり、その数は他の寺院を上回っている。
福国寺までは交通手段がないため、非常に静かである。周囲は山に囲まれ、白沙古鎮から車で30分の場所にあるとは思えないほどである。チベット寺院でありながら、ナシ族や漢族の融和した寺院は非常に珍しい。麗江に行ったら是非一度訪れたい場所だろう。